# Barbora Závadová
Barbora Závadová (ur. 23 stycznia 1993 w Ostrawie) – czeska pływaczka, specjalizująca się głównie w stylu zmiennym.
Brązowa medalistka Mistrzostw Europy 2012 na dystansie 400 m stylem zmiennym oraz Igrzysk Olimpijskich Młodzieży 2010 z Singapuru na 200 m stylem zmiennym. Wicemistrzyni Europy na krótkim basenie z Chartres (2012) w sztafecie 4 x 50 m stylem zmiennym.
Uczestniczka igrzysk olimpijskich w Londynie (2012) na 200 (32. miejsce) i 400 m stylem zmiennym (15. miejsce).